# Waldfriedhof Wegscheide

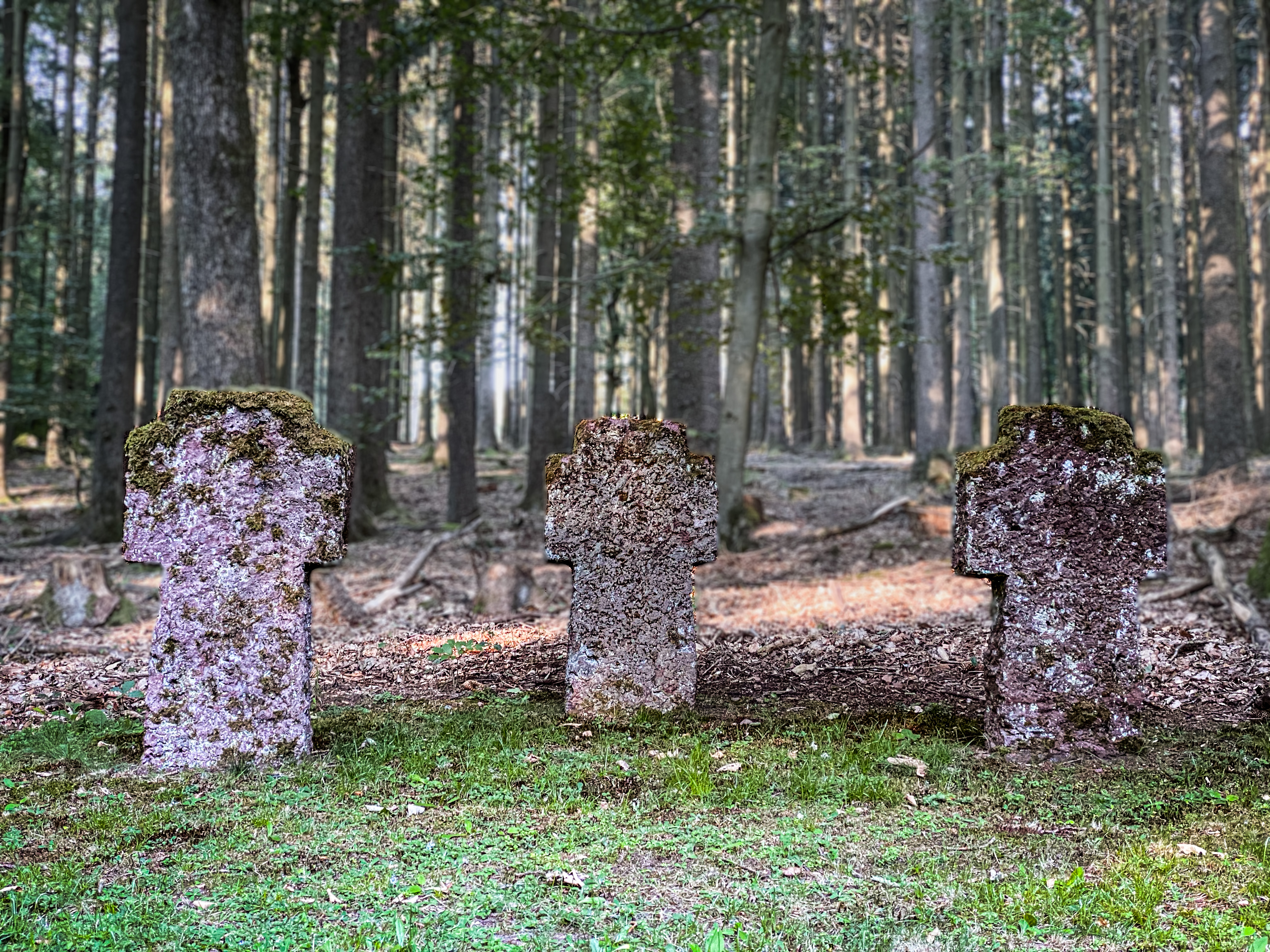
Grabsteine auf dem Kriegsgefangenenfriedhof

Der Waldfriedhof Wegscheide ist eine Kriegsgräberstätte. Sie liegt etwa 1 km südlich des jetzigen Landschulheims Wegscheide an der Landesstraße L 2905 im Wald auf dem Weg zum Rosskopf, in der Nähe von Bad Orb im hessischen Main-Kinzig-Kreis.
Während der Zeit des Zweiten Weltkrieges bestand das Kriegsgefangenenlager IX aus den beiden Hauptlagern A in Ziegenhain (Schwalm) und dem Lager B in der Nähe von Bad Orb. Das Lager B bestand seit 1939 und in ihm waren nach dem deutschen Angriff auf die Sowjetunion im Jahre 1941 auch viele Kriegsgefangene aus dem Gebiet in einem separaten Bereich, dem „Russenlager“ untergebracht. Laut Zeitzeugenberichten wurden diese besonders unmenschlich behandelt. Nach dem Krieg wurden die Verstorbenen der westlichen Alliierten auf andere Kriegsgräberfriedhöfe überführt. Die sowjetischen wurden auf diesem neu angelegten Friedhof beerdigt.
In den Jahren 1941/42 wurden für 365 verstorbene sowjetische Kriegsgefangene noch Sterbeurkunden ausgestellt. Diese namentlich bekannten sind auf einer Tafel am Friedhof vermerkt. Danach wurden keine Dokumente mehr ausgestellt und eine Mehrzahl der Verstorbenen sind namentlich nicht bekannt.

## Denkmal auf dem Friedhof
Auf dem Friedhof ist ein Denkmal mit der Inschrift:
HIER RUHEN 1430 SOWJETISCHE KRIEGSGEFANGENE

DIE IN DER SCHWEREN ZEIT 1941 – 1945

FERN VON IHRER HEIMAT STARBEN

ЗДЕСЬ ПОКОЯТСЯ 1430 СОВЕТСКИХ ВОЕННОПЛЕННЫХ

КОТОРЫЕ В ТЯЖЁЛЫЕ ГОДЫ 1941 – 1945

СКОНЧАЛИСЬ ВДАЛИ ОТ РОДИНЫ

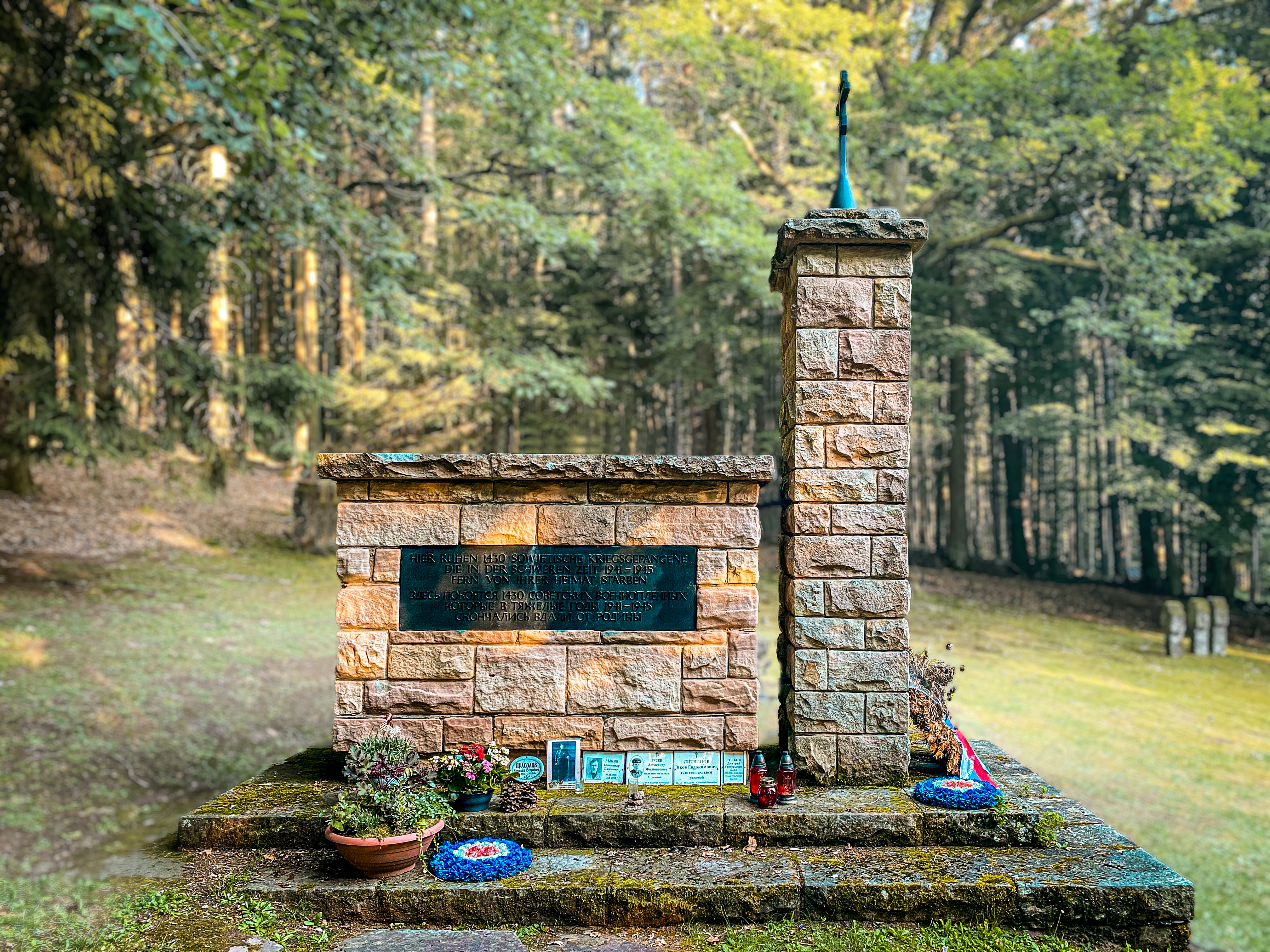
Denkmal des Kriegsgefangenenfriedhofs
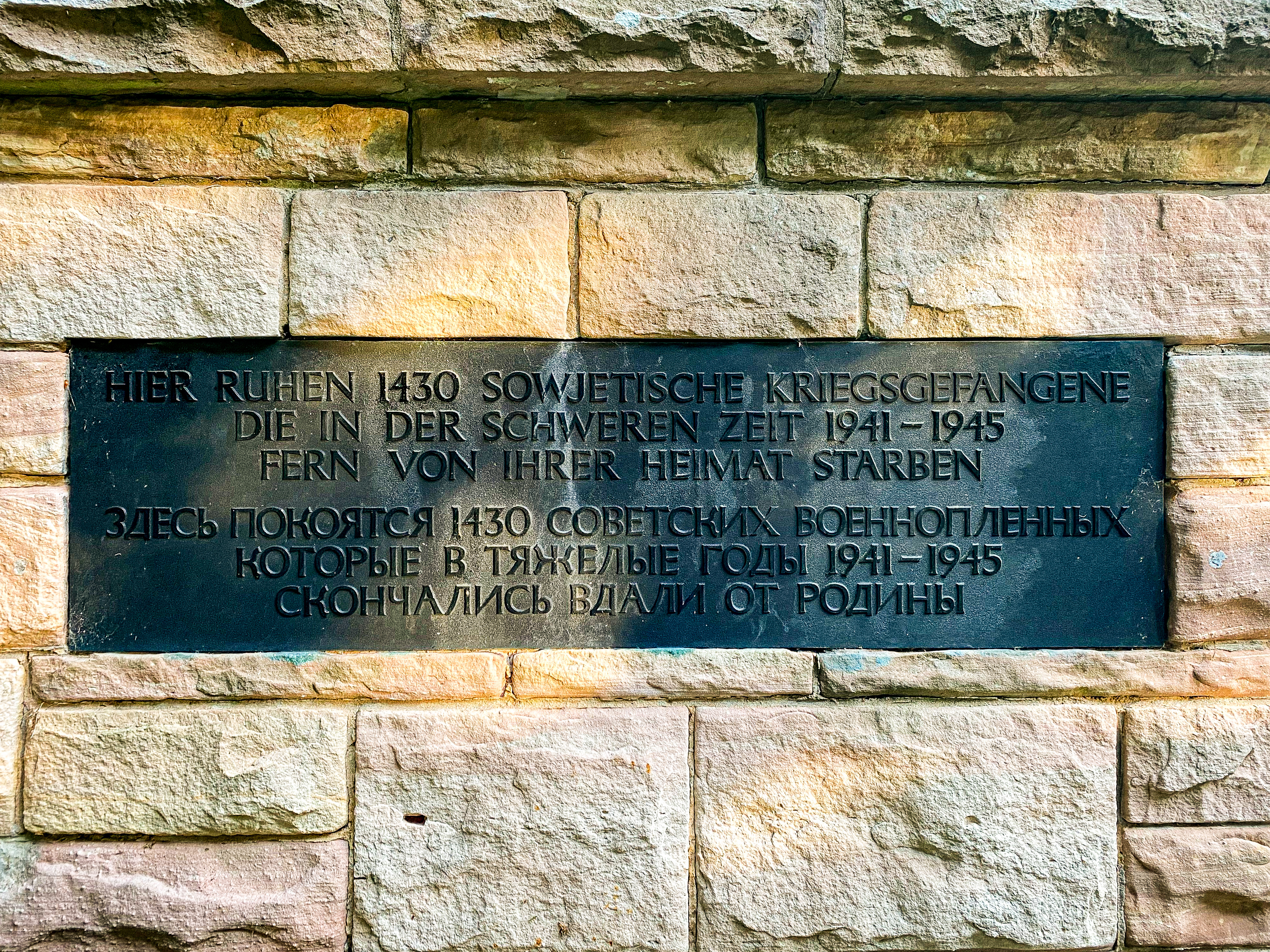
Inschrift des Denkmals auf der Kriegsgräberstätte
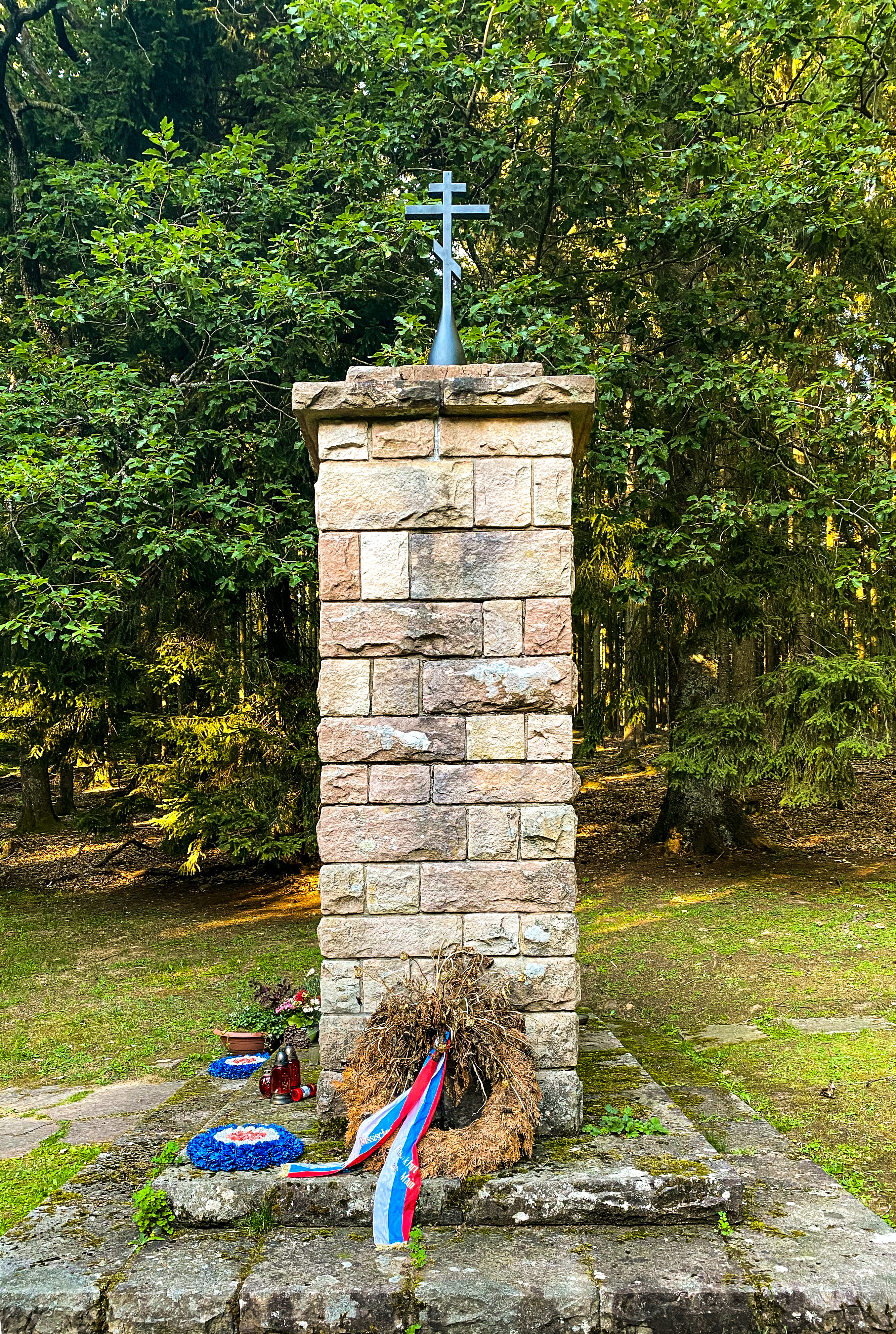
Seitenansicht des Denkmals
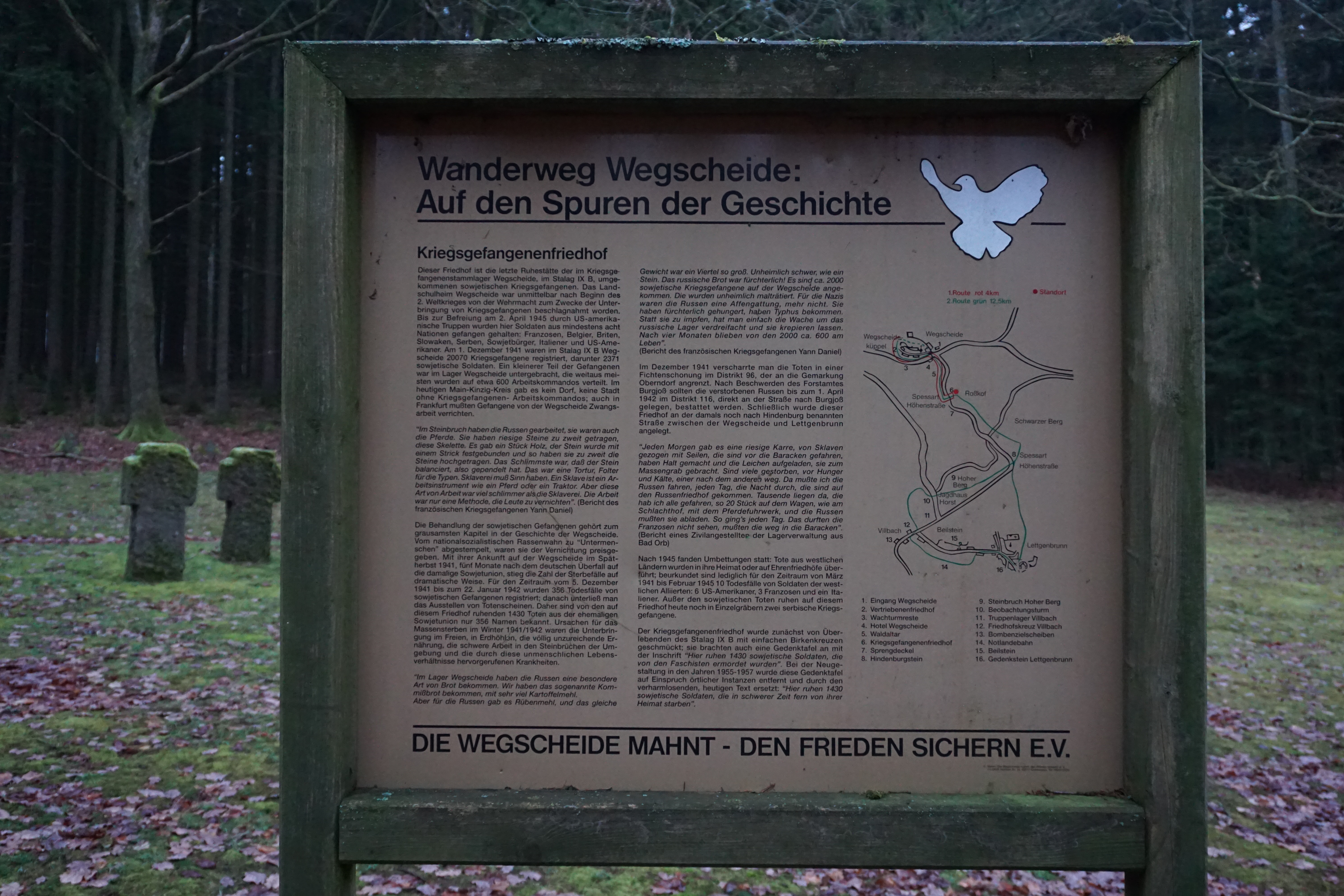
Informationstafel auf der Kriegsgräberstätte
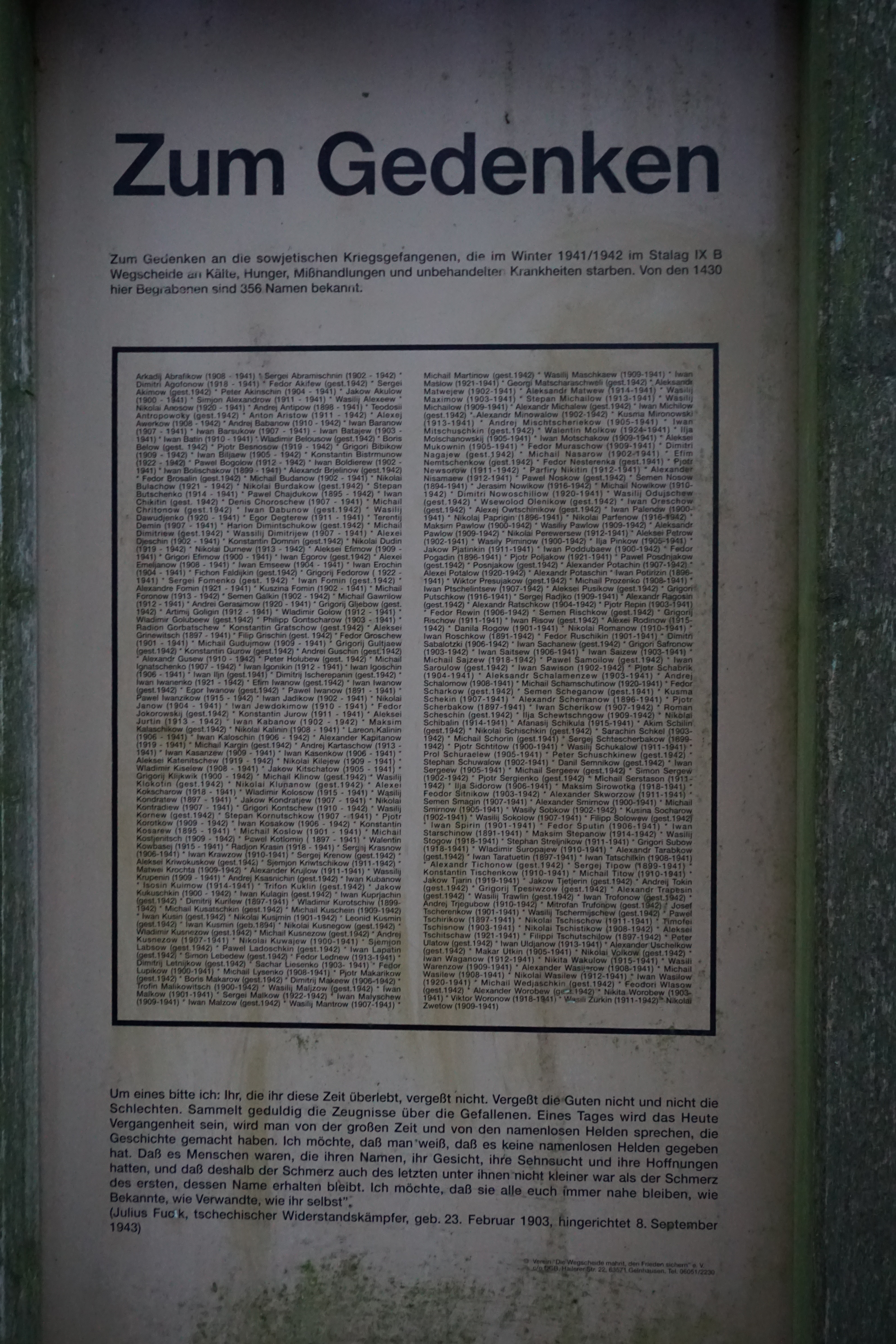
Tafel mit den namentlich bekannten Toten